# Zastava Mestne občine Kranj
Zastava Mestne občine Kranj je pravokotne oblike v razmerju 1:2. Osnovni barvi zastave sta bordo rdeča in bela barva. Pri navpičnem izobešanju zastave je bordo barva na desni strani, pri poševnem izobešanju zastave pa na spodnji strani. 